# Liga USVIFA 2015-16
La Liga USVIFA 2015-16 fue la edición número 13 del Campeonato de fútbol de las Islas Vírgenes Estadounidenses.

## Formato
El campeonato nacional se disputó entre los dos mejores de cada liga en formato de play-offs. 
El campeón y el subcampeón podrán participar del Campeonato de Clubes de la CFU 2017.

## Liga de St. Croix
Actualizado el 14 de octubre de 2016.
| Pos. | Equipo            | PJ | PG | PE | PP | GF | GC | DG  | Pts. | Clasificado a |
| ---- | ----------------- | -- | -- | -- | -- | -- | -- | --- | ---- | ------------- |
| 1    | Unique            | 9  | 7  | 0  | 2  | 40 | 16 | +24 | 21   | Play-offs     |
| 2    | Helenites         | 9  | 7  | 0  | 2  | 23 | 10 | +13 | 21   | Play-offs     |
| 3    | Rovers FC         | 8  | 5  | 2  | 1  | 44 | 4  | +40 | 17   |               |
| 4    | Free Will Baptist | 8  | 4  | 1  | 3  | 25 | 11 | +14 | 13   |               |
| 5    | Buccaneers FC     | 7  | 4  | 0  | 3  | 34 | 10 | +24 | 12   |               |
| 6    | True Playerz FC   | 7  | 2  | 1  | 4  | 15 | 15 | 0   | 7    |               |
| 7    | Prankton United   | 9  | 1  | 0  | 8  | 6  | 77 | −71 | 3    |               |
| 8    | Skills            | 7  | 0  | 0  | 7  | 0  | 44 | −44 | 0    |               |

## Liga de St. Thomas
Actualizado el 14 de octubre de 2016.
| Pos. | Equipo             | PJ | PG | PE | PP | GF | GC | DG  | Pts. | Clasificado a |
| ---- | ------------------ | -- | -- | -- | -- | -- | -- | --- | ---- | ------------- |
| 1    | Raymix SC          | 6  | 4  | 2  | 0  | 26 | 6  | +20 | 14   | Play-offs     |
| 2    | New Vibes          | 6  | 4  | 1  | 1  | 21 | 7  | +14 | 13   |               |
| 3    | Haitian Victory    | 6  | 3  | 2  | 1  | 16 | 7  | +9  | 11   | Play-offs     |
| 4    | UWS Upsetters      | 6  | 3  | 0  | 3  | 18 | 12 | +6  | 9    |               |
| 5    | Waitikubuli United | 6  | 1  | 1  | 4  | 7  | 17 | −10 | 4    |               |
| 6    | Togetherness SC    | 6  | 1  | 1  | 4  | 7  | 24 | −17 | 4    |               |
| 7    | LRVI FC            | 6  | 1  | 1  | 4  | 6  | 28 | −22 | 4    |               |

## Play-offs
Actualizado el 14 de octubre de 2016.

### Semifinales
| Local     | Resultado | Visitante       | Fecha                 |
| --------- | --------- | --------------- | --------------------- |
| Raymix SC | 5-0       | Unique          | 13 de febrero de 2016 |
| Helenites | 5-1       | Haitian Victory | 13 de febrero de 2016 |

### Tercer puesto
| Local  | Resultado | Visitante       | Fecha                 |
| ------ | --------- | --------------- | --------------------- |
| Unique | 4-2       | Haitian Victory | 14 de febrero de 2016 |

### Final
| Local     | Resultado | Visitante | Fecha                 |
| --------- | --------- | --------- | --------------------- |
| Raymix SC | 3-2       | Helenites | 14 de febrero de 2016 |

Raymix SC

Campeón